# Milena Toscano
 (aout 2025).
Le contenu est difficilement compréhensible vu les erreurs de traduction, qui sont peut-être dues à l'utilisation d'un logiciel de traduction automatique.
Milena Toscano Gonçalves (Santo André, 11 janvier, 1984) est une actrice brésilienne et le modèle.

## Biographie
Milena Toscano a commencé sa carrière comme un modèle pour Ford Models, où elle a occupé plusieurs postes de la publicité. En tant qu'actrice, participé à l'atelier des acteurs Rede Globo en 2003 et 2004, elle étudie le cinéma au Studio Fatima Toledo, et a pris des cours gratuits avec Fernando Leal et Celina Sodré dans la Maison des Arts en orange et l'École libre du Théâtre de Saint-André.
En 2007, il y a des photos très sexy pour le site Paparazzo. En 2007, Milena a joué Anita Garibaldi dans le film italo-brésilien Anita - Una vita per Garibaldi réalisé par le prestigieux cinéaste italien Aurelio Grimaldi.
En 2009, fait de la participation dans le clip de "apparu", la bande de Stevens.
Entre 2010 et 2011 un acteur a gagné son telenovela première mondiale dans l'Araguaia. Dans le rôle de Manuela, la comédienne a été saluée par l'évolution de ses performances sur la parcelle. Être salué même par Aguinaldo Silva, qui a demandé de monter la comédienne à l'autre roman de Globo TV en prime-time. Milena se distingue à l'œuvre dans l'Araguaia. Il a même été reconnue comme une option majeure de l'émetteur.
Il est actuellement diffusé sur la peau de Vanessa dans la série télévisée, motif fin.